# Anelassorhynchus indivisus
Anelassorhynchus indivisus is een lepelworm uit de familie Thalassematidae.
De wetenschappelijke naam van de soort werd in 1900 gepubliceerd door Carel Philip Sluiter.